# كهف تويفيلزهوله

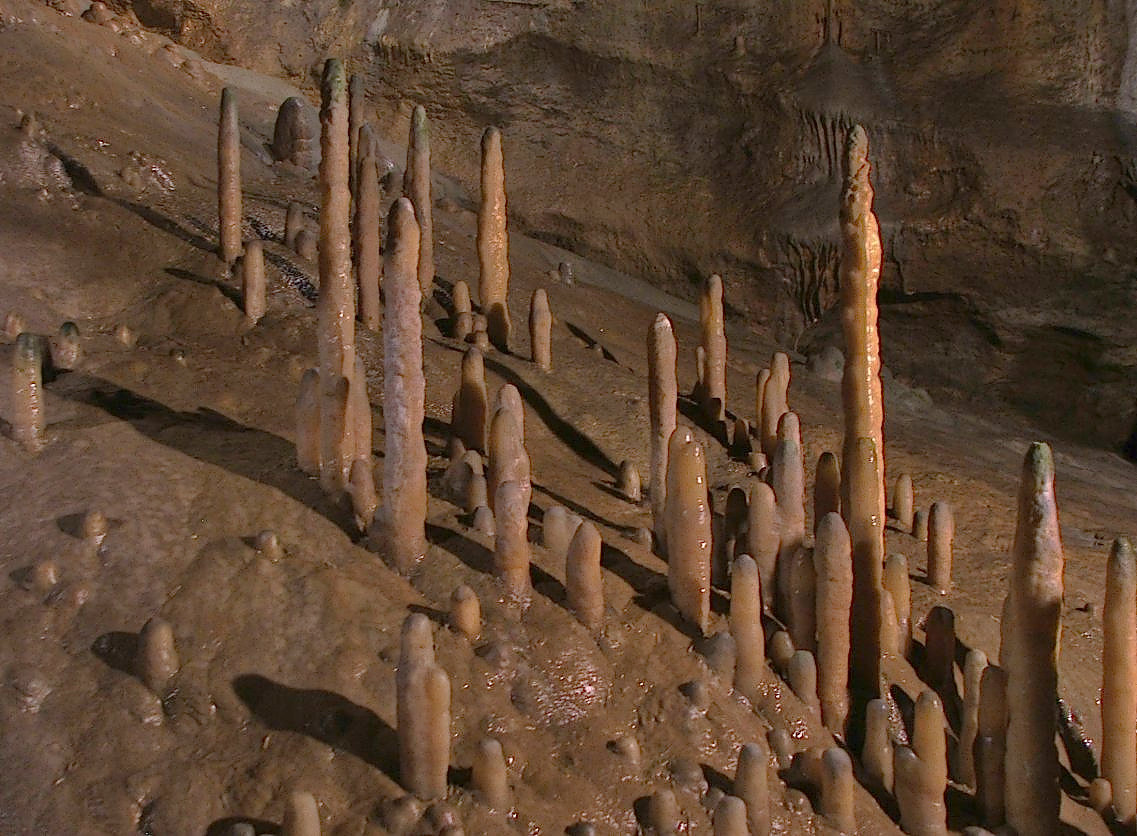
كهف تويفيلزهوله بألمانيا ، ومعنى الاسم "كهف الشيطان".

كهف تويفيلزهوله  (باللألمانية: Teufelshöhle) هو كهف جميل في المنطقة الوسطى في ألمانيا ويقع بالقرب من مدينة بوتنشتاين. أقرب المدن الكبيرة لها مدينتي نورنبرغ وبايرويت. وهو أكبر الكهوف التي عثر عليها في ألمانيا التي تعد بأكثر من 1000 كهف، وبها صواعد الكهوف حجرية وومتدليات حجرية جميلة .
تنشأ تلك الصواعد والمتدليات الحجرية الجميلة بسبب تقاطر ماء الجبل المحملة بأملاح معدنية والتي تجف وتتبلور في هيئة تلك الأشكال الحجرية المخروطية العجيبة. ومع مر العصور تكبر تلك الصواعد والمتدليات شيئا فشيئا، وربما تلتقي اثنتان منهما فتكوّنان عمودا واصلا من أرضية الكهف إلى سقفه. ويعد كهف تويفيلزهوله أجمل الكهوف التي عثر عليها في ألمانيا، ويزورها الزوار بأعداد كبيرة كل عام .
ينضم هذا الكهف إلى مجموعة من الكهوف السياحية في ألمانيا المفتوحة للعامة، في برنامج سياحي اسمه «عالم مغامرات كهوف اليوراسيك» ، حيث يعتبر هذا الكهف قد نشأ منذ عصر يوراسيك القديم. تضاريس المنطقة مرتفعة ن ويبلغ ارتفاع مدهل الكهف نحو 400 قوق سطح البحر. مدخل الكهف يبلغ 25 مترا عرضا ونحو 14 مترا ارتفاعا. اكتشف عام 1922 وفتح للزوار ابتداء من أغسطس 1923 ،ثم اكتشفت بعد ذلك غرف ممتدة له ويبلغ طول الكهف بغرفه نحو 300 متر. ومنذ 1930 لم ينقطع توافد الزوار عليه ويعتبر في منطقته عاملا اقتصاديا هاما، حيث يأت له الزوار من جميع أنحاء ألمانيا ومن أوروبا وأمريكا.

## المحطة العلاجية
توجد محطة علاجية تشغيلية داخل الكهف مخصصة للمساعدة في علاج أمراض الرئة عن طريق تنفس المصاب داخل الكهف.

## صور

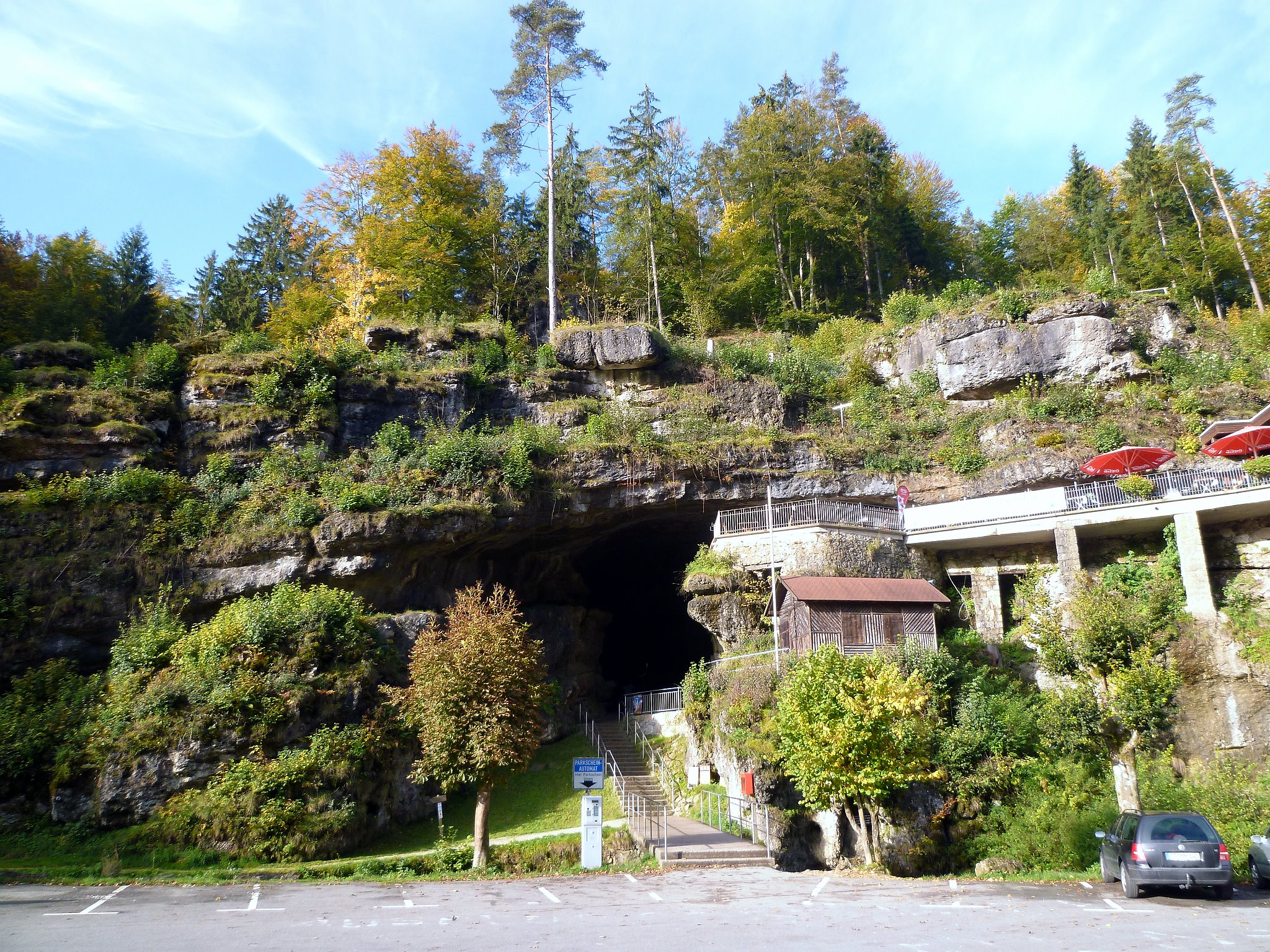
المدخل
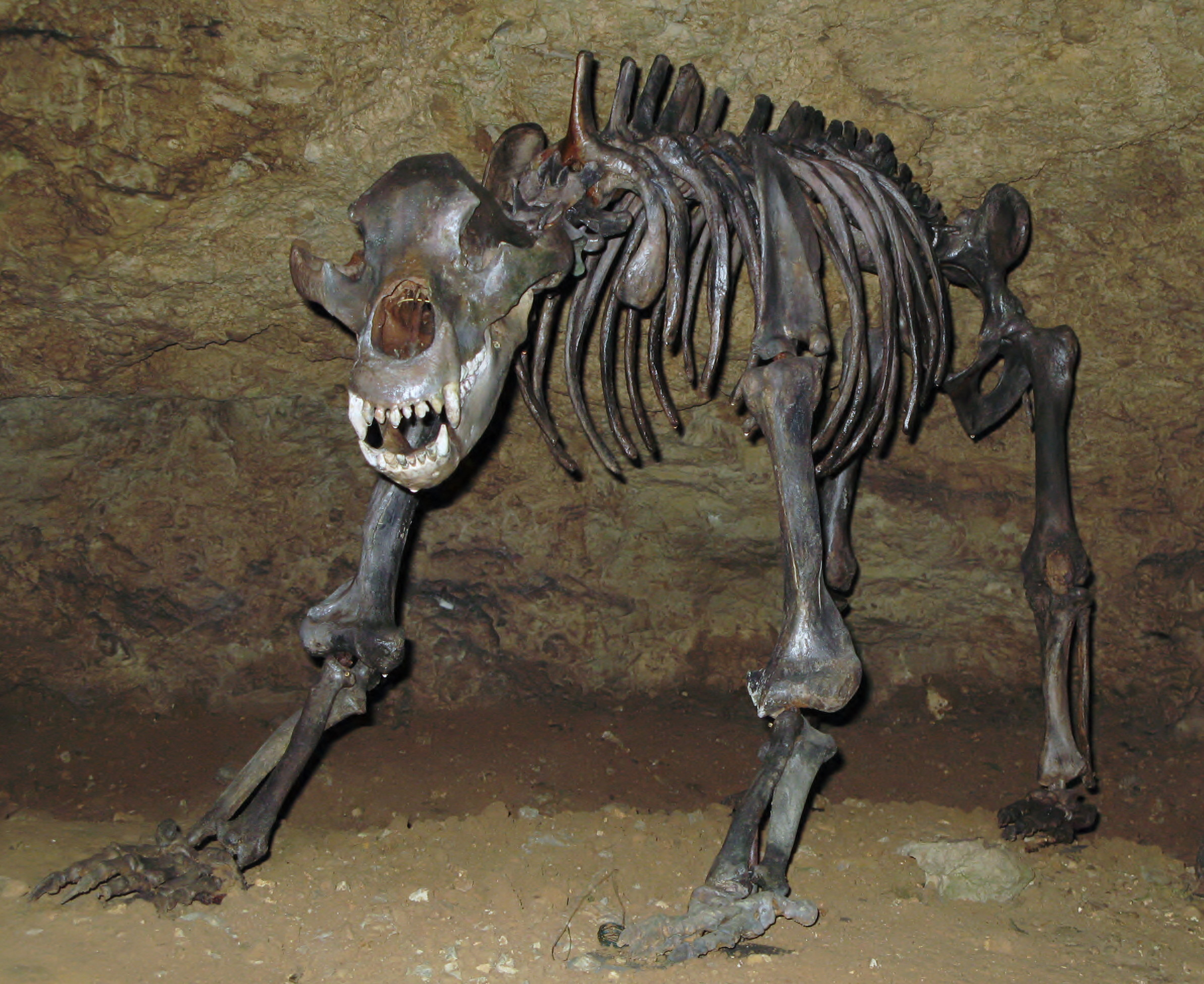
هيكل لدب عاش منذ 35000 سنة في الكهف
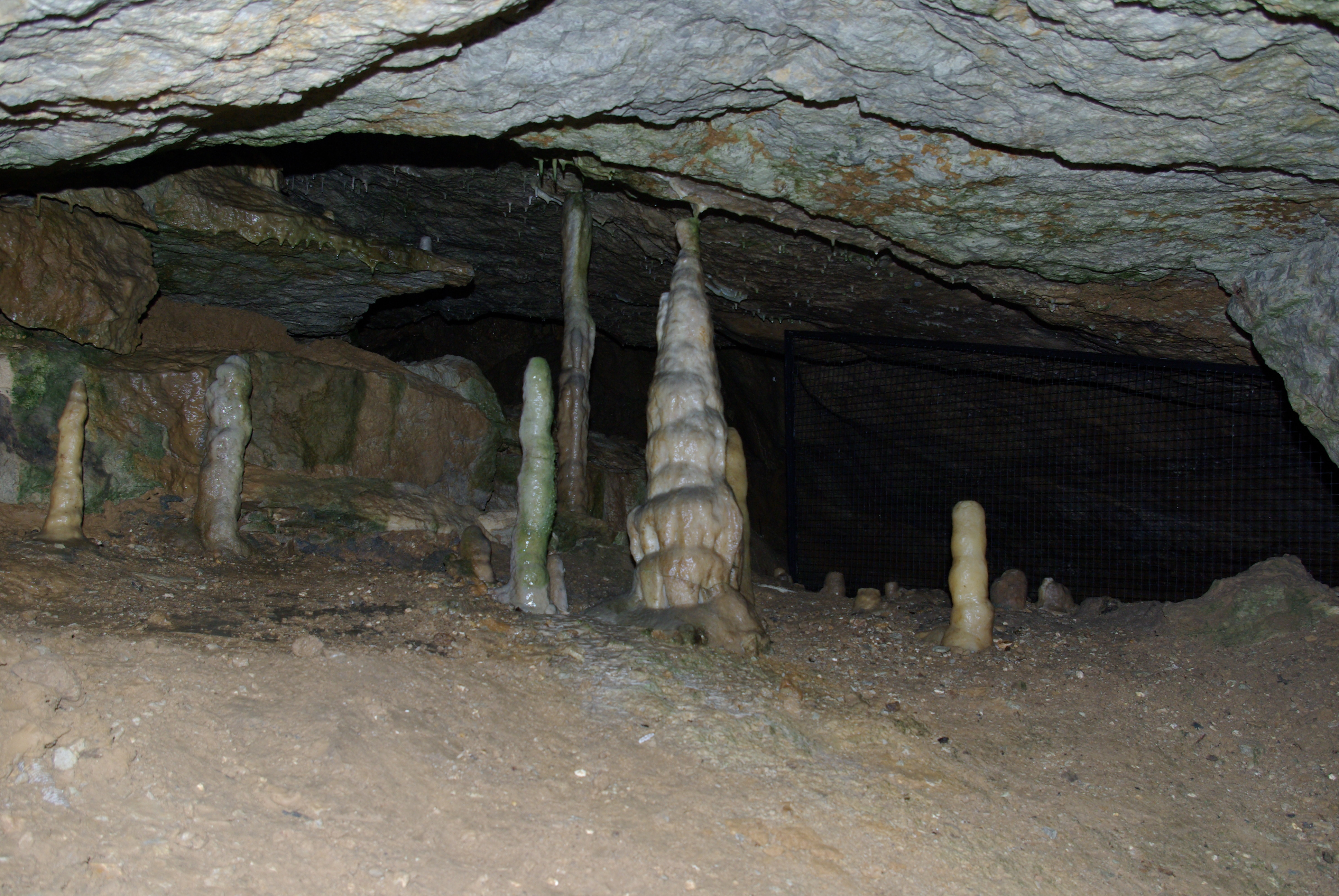
تاج البابا
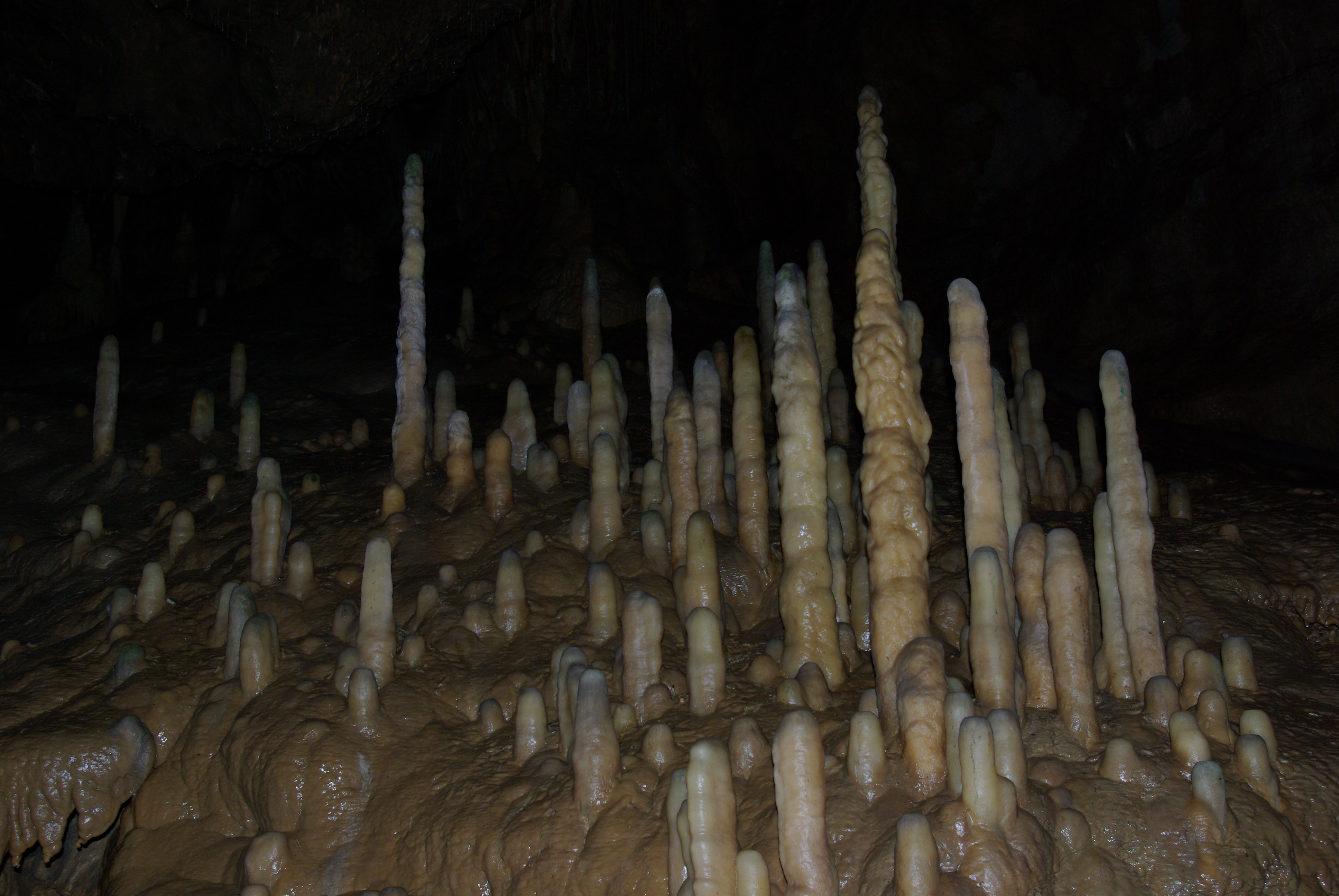
حديقة بارباروزا
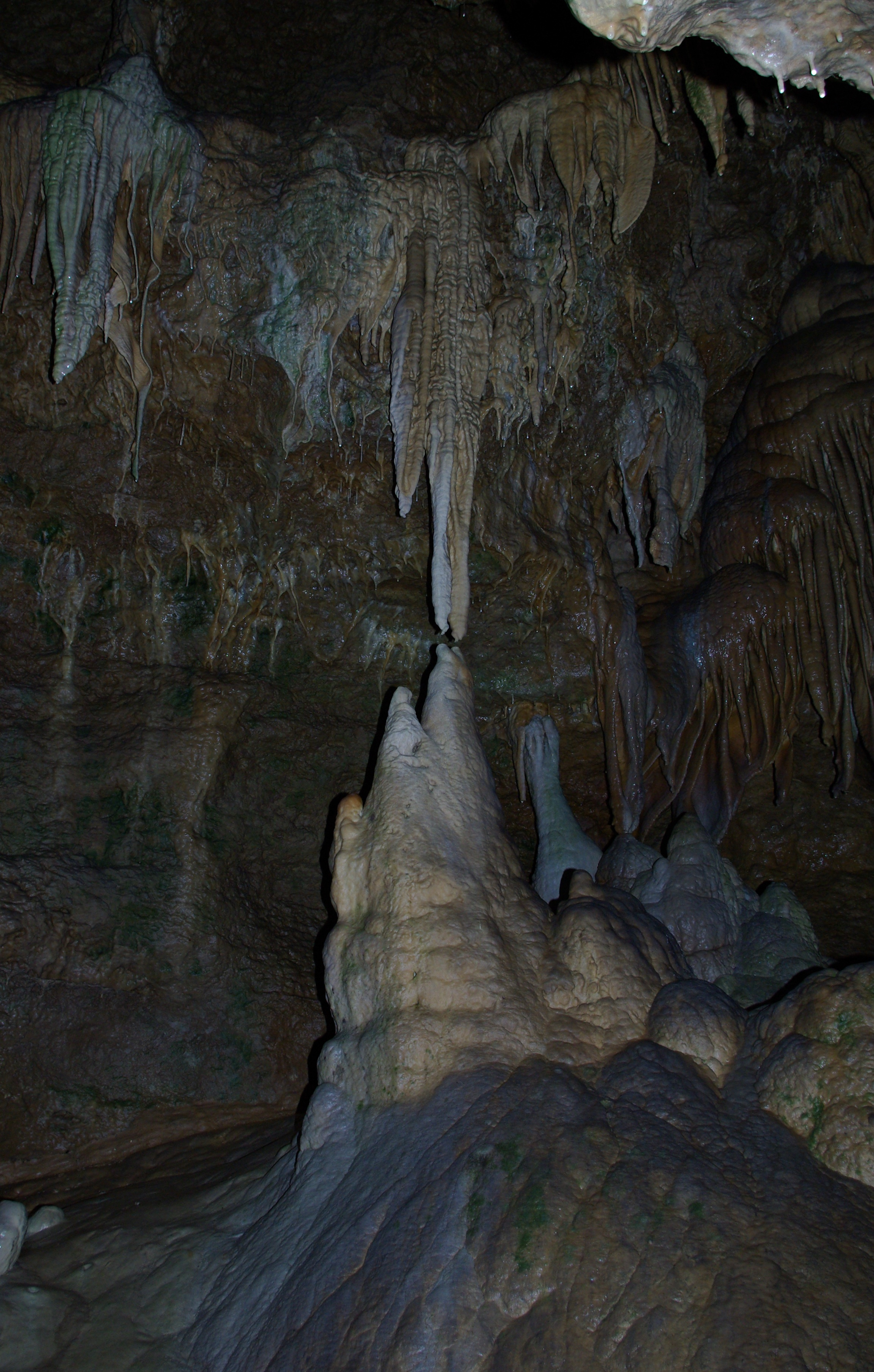
لحية بارباروسا

## اقرأ أيضا
- طاولة الشيطان
- كهف طنف القطر
- كهف أتا
- كهف
- كهف الماموث

## وصلات خارجية
- Official Site (German)
- Showcave's article on the cave